# Belo Vale
Belo Vale is een gemeente in de Braziliaanse deelstaat Minas Gerais. De gemeente telt 7.470 inwoners (schatting 2009).

## Aangrenzende gemeenten
De gemeente grenst aan Bonfim, Brumadinho, Congonhas, Jeceaba, Moeda, Ouro Preto en Piedade dos Gerais.